# デジモンアドベンチャー ベストヒットパレード
『デジモンアドベンチャー ベストヒットパレード』は、テレビアニメ作品『デジモンアドベンチャー』の楽曲を集めたコンピレーション・アルバム。
2000年3月24日、16曲を収録した「限定盤」として発売された。その後、2010年12月8日に曲数を14曲に削減した「通常盤」として再発売された。

## 収録曲
1. Butter-Fly (4:17) 歌:和田光司[1][2]
作詞・作曲：千綿偉功、編曲：渡部チェル
オープニングテーマ。
2. Walk on the Edge〜石田ヤマトのテーマ〜 (3:20) 歌：石田ヤマト（風間勇刀）[1][2]
作詞：山田ひろし、作曲・編曲：有澤孝紀
イメージソング。
3. 進化でガッツ！	(5:12) 歌：デジモンシンカーズ[1][2]
作詞：かはらやすみ・大森祥子、作曲・編曲：太田美知彦
イメージソング。
4. 違う僕がいる〜城戸丈のテーマ〜 (3:52) 歌：城戸丈（菊池正美）[1][2]
作詞：山田ひろし、作曲・編曲：太田美知彦
イメージソング。
5. I wish (4:06) 歌：前田愛[1][2]
作詞：三浦徳子、作曲：白川善久、編曲：堀井勝美
前期エンディングテーマ。
6. 明日はもっと〜武之内空のテーマ〜 (4:58) 歌：武之内空（水谷優子）[1][2]
作詞：大森祥子、作曲・編曲：有澤孝紀
イメージソング。
7. VERSION UP〜泉光子郎のテーマ〜 (4:22) 歌：泉光子郎（天神有海）[1][2]
作詞：松木悠、作曲・編曲：岩﨑元是
イメージソング。
8. Seven (4:15) 歌：和田光司[1][2]
作詞・作曲：小山晃平、編曲：渡部チェル
イメージソング・劇中挿入歌。
9. 勇気を翼にして〜八神太一のテーマ〜 (4:53)　歌：八神太一（藤田淑子）[1][2]
作詞：山田ひろし、作曲・編曲：太田美知彦
イメージソング・劇中挿入歌。
10. いつでも逢えるから〜太刀川ミミのテーマ〜 (4:35) 歌：太刀川ミミ（前田愛）[1][2]
作詞：三浦徳子、作曲・編曲：障子久美
イメージソング。
11. Be All Right…〜高石タケルのテーマ〜 (5:13) 歌：高石タケル（小西寛子）[1][2]
作詞：小西寛子、作曲・編曲：岩崎元是
イメージソング。
12. Holy light〜八神ヒカリのテーマ〜 (5:04) 歌：八神ヒカリ（CV：荒木香恵）[1][2]
作詞：大森祥子、作曲・編曲：岩崎元是
イメージソング。
13. brave heart (4:11) 歌：宮崎歩[1][2]
作詞：大森祥子、作曲・編曲：太田美知彦
戦闘時・進化時挿入歌。
14. keep on (4:58) 歌：前田愛[1][2]
作詞：NK、作曲：木根尚登、編曲：木根尚登・湯浅公一
後期エンディングテーマ。
15. Butter-Fly (ピアノ・ヴァージョン) (2:24) 歌：和田光司[1]
※限定盤のみ収録。
16. I wish (オルゴール・ヴァージョン) (2:07) [1]
※限定盤のみ収録。